# Pitirim (Dondienko)
Pitirim, imię świeckie Aleksandr Anatoljewicz Dondienko (ur. 17 lutego 1979 w Odessie) – biskup Rosyjskiego Kościoła Prawosławnego.

## Życiorys
Ukończył szkołę średnią nr 52 w Odessie. W latach 2000–2007 był studentem Odeskiej Narodowej Akademii Technologii Żywności. 
W latach 2006–2009 był świeckim pracownikiem administracyjnym parafii Zaśnięcia Matki Bożej prowadzonej przez Patriarchat Moskiewski w Singapurze. 18 stycznia 2009 r. w cerkwi Zaśnięcia Matki Bożej we Władywostoku przyjął z rąk biskupa ussuryjskiego Sergiusza święcenia diakońskie. 28 stycznia tego samego roku biskup władywostocki i nadmorski Beniamin wyświęcił go na kapłana. Ks. Dondienko przez kolejny rok służył w cerkwi w Singapurze, po czym udał się do Odessy na naukę w tamtejszym seminarium duchownym, gdzie kształcił się do 2014 r. 2 lipca 2014 r. został postrzyżony na mnicha, przyjmując imię Pitirim na cześć św. Pitirima Tambowskiego. W latach 2014–2017 był słuchaczem Petersburskiej Akademii Duchownej.
25 sierpnia 2020 r. Święty Synod Rosyjskiego Kościoła Prawosławnego nominował go na biskupa Dżakarty, wikariusza eparchii singapurskiej. Jego chirotonia biskupia odbyła się 1 września tego samego roku w Monasterze Dońskim w Moskwie pod przewodnictwem patriarchy moskiewskiego i całej Rusi Cyryla.